# Stanisław Żytkiewicz
Stanisław Leon Żytkiewicz (ur. 6 czerwca 1889 w Boguchwale, zm. 4 kwietnia 1956 tamże) – polski duchowny katolicki, kapelan Legionów Polskich, proboszcz Wojska Polskiego, kawaler Orderu Virtuti Militari.

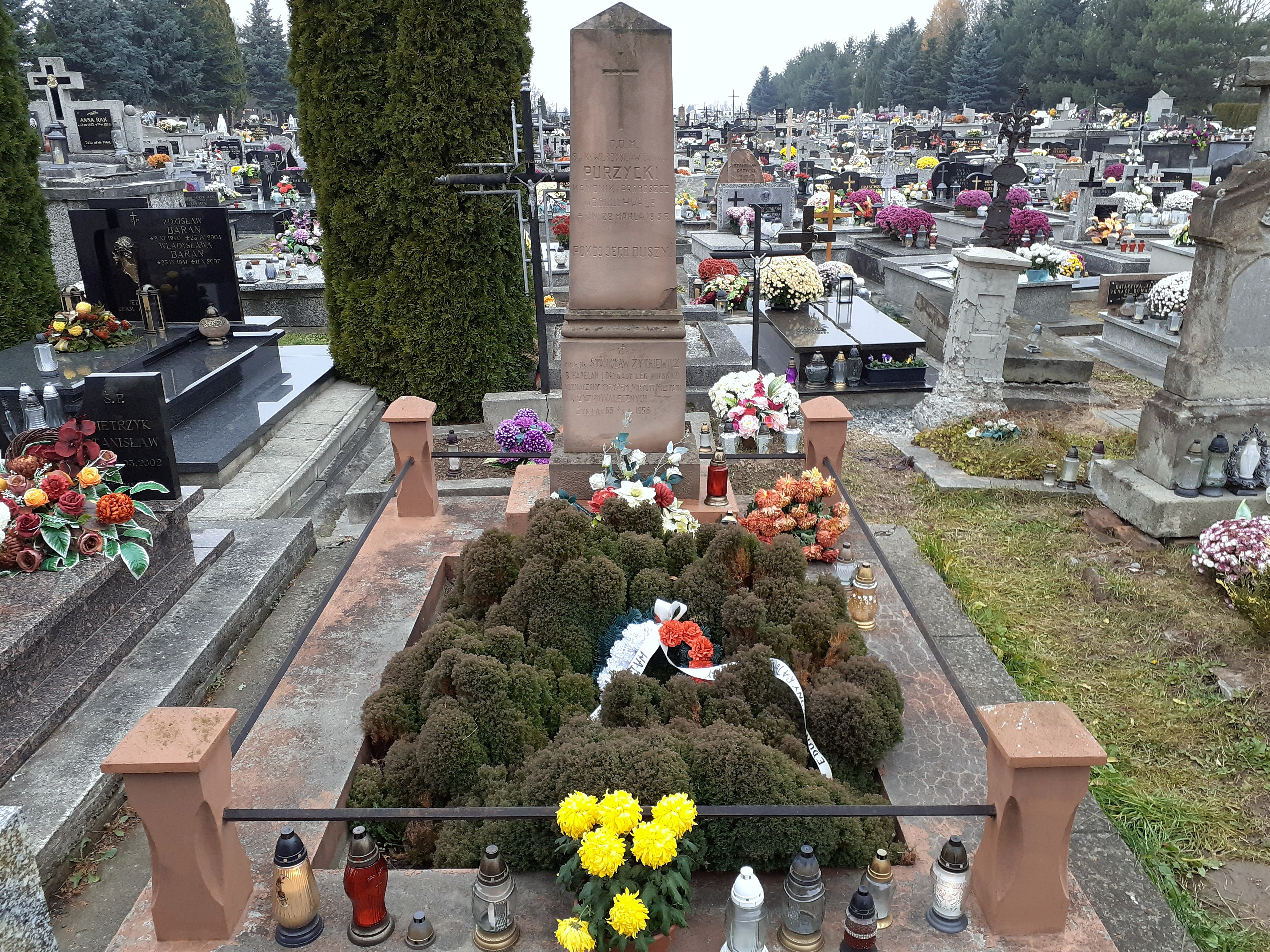
Nagrobek ks. Stanisława Żytkiewicza

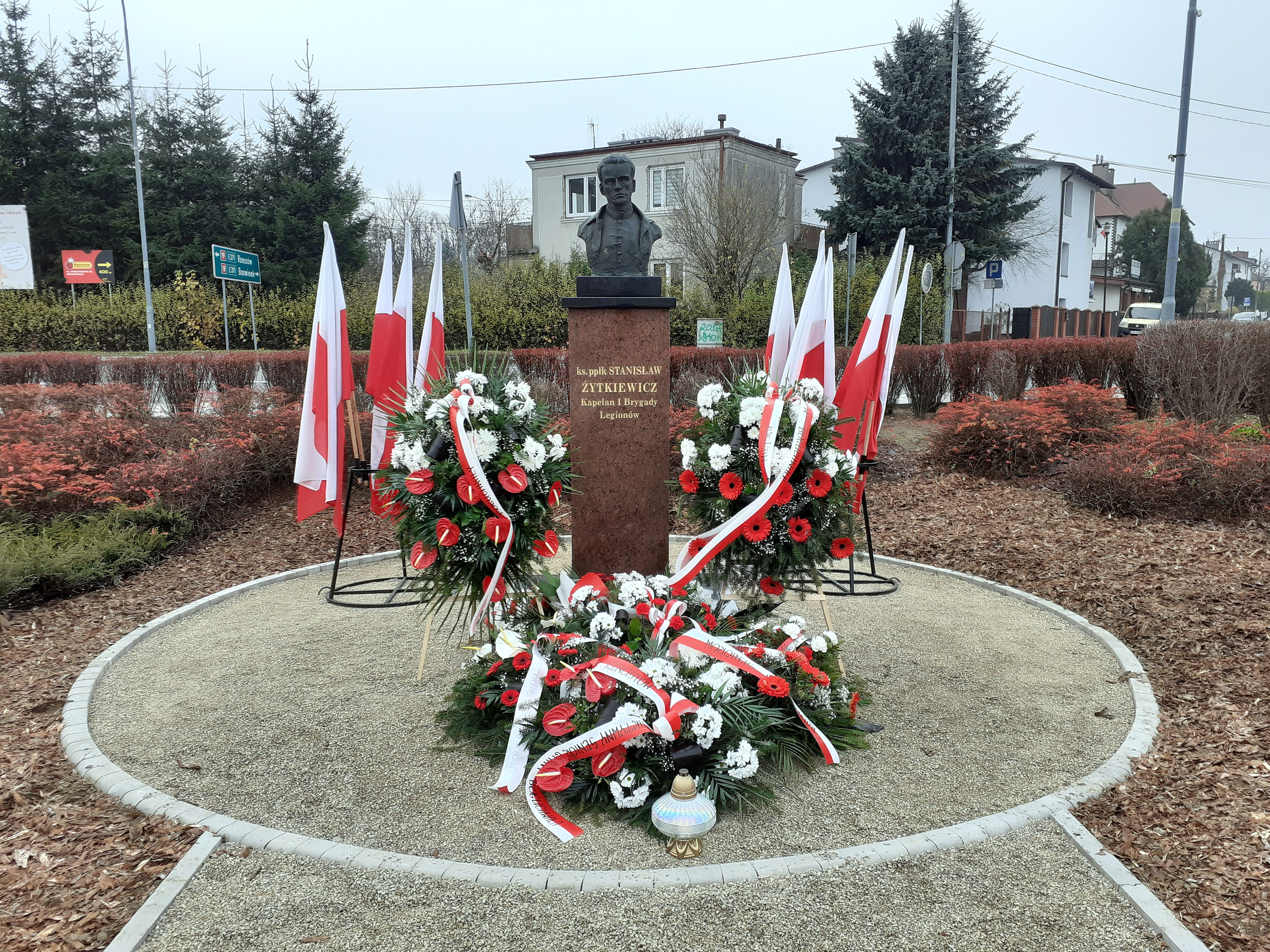
Popiersie ks. Stanisława Żytkiewicza

## Życiorys
Stanisław Żytkiewicz urodził się w wielodzietnej rodzinie organisty Wiktora. W latach 1896–1900 uczęszczał do Szkoły Ludowej w Boguchwale. Tam też w 1910 eksternistycznie ukończył I Gimnazjum w Rzeszowie. Po ukończeniu gimnazjum rozpoczął naukę w Seminarium Duchownym w Przemyślu. Święcenia kapłańskie przyjął w czerwcu 1914. Jako seminarzysta uczestniczył czynnie w rodzącym się ruchu niepodległościowym. Przyjaciel Leopolda Lisa-Kuli, był kapelanem rzeszowskiej Komendy Okręgowej Związku Strzeleckiego.
Po wybuchu wojny Leopold Lis-Kula zorganizował oddział Strzelców udający się w rejon koncentracji do Krakowa. 5 sierpnia 1914 Stanisław Żytkiewicz po uprzednim uzyskaniu zgody biskupa wyruszył z oddziałem. Oddział Lisa-Kuli dołączył jako 4 kompania batalionu Ryszarda Trojanowskiego. Stanisław Żytkiewicz rozpoczął z nim kampanię wojenną 14 sierpnia. Po decyzji o powstaniu Legionów Polskich przy Armii Austro-Węgierskiej na początku września 1914 Żytkiewicz został powołany na stanowisko Kapelana I Brygady Legionów. 4 września, przed wyruszeniem na front, w czasie pierwszej mszy świętej przyjął uroczystą przysięgę od ponad 3500 Legionistów. W uroczystości brali także udział członkowie Naczelnego Komitetu Narodowego, władze miasta Krakowa oraz dowództwo Komendy Kraków. W dniu następnym udał się z Komendą Legionów do znajdujących się w Kielcach polskich oddziałów. Tam powtórzono uroczystość zaprzysiężenia. Pod koniec września po 3 tygodniach prac organizacyjnych Stanisław Żytkiewicz w końcu ponownie dołączył do VI batalionu rzeszowskiego, którego został kapelanem. 9 października 1914 rozkazem komendanta Józefa Piłsudskiego razem z 134 żołnierzami otrzymał patent oficerski i stopień podporucznika.
W listopadzie 1914 udało się Żytkiewiczowi uzyskać bezpośredni przydział na stanowisko kapelana VI Batalionu przy oddziale dowodzonym przez Leopolda Lisa-Kulę. Z VI batalionem przeszedł cały legionowy szlak przez linię Nidy, Lubelszczyznę, Wołyń. Poświęcenie w pomocy rannym i duchowej posłudze żołnierzom zostało docenione przez Komendę Legionów. 15 września 1915 odznaczono księży kapelanów Stanisława Żytkiewicza i Władysława Antosza Krzyżami Zasługi Wojskowej. Prawie rok później, 6 sierpnia 1916, otrzymał z rąk Komendanta najbardziej cenione przez legionistów odznaczenie ustanowione przez Józefa Piłsudskiego – odznakę „Za wierną służbę”.
Po odzyskaniu niepodległości ksiądz Stanisław Żytkiewicz został mianowany Dziekanem Okręgu. Od 1 lutego 1919 był proboszczem dywizji Grupy Gen. Jędrzejowskiego. W czasie walk z Ukraińcami na wiosnę 1919 ksiądz Stanisław pełnił funkcję kapelana załogi obrońców Lwowa. Był tam w momencie śmierci jego przyjaciela z lat rzeszowskich, pułkownika Lisa-Kuli. To właśnie ksiądz Stanisław odprowadził kondukt pogrzebowy na cmentarz w Rzeszowie. W 1920 w czasie wojny z bolszewikami był dziekanem Frontu Południowo-Wschodniego (10 lipca – 6 sierpnia), Frontu Środkowego (6–15 sierpnia), Grupy Uderzeniowej i 2 Armii (18 sierpnia –16 września). Walki z bolszewikami i ich okrucieństwo wpłynęło na psychikę Żytkiewicza.
16 grudnia 1921 został zatwierdzony z dniem 1 kwietnia 1920 w stopniu proboszcza z 18. lokatą wśród kapelanów wyznania rzymskokatolickiego. 3 maja 1922 został zweryfikowany w stopniu proboszcza ze starszeństwem z 1 czerwca 1919 i 18. lokatą w duchowieństwie wojskowym wyznania rzymskokatolickiego, a jego oddziałem macierzystym była wówczas Kuria Biskupia.
W latach 1922–1924 pracował na stanowisku dziekana Okręgu Korpusu Nr III. W latach 1927–1928 studiował filozofię na Wydziale Teologicznym Uniwersytetu Warszawskiego. Z czasem dawały się coraz mocniej we znaki tragiczne lata wojen 1914–1920. Stan zdrowia psychicznego księdza Stanisław systematycznie ulegał pogorszeniu. Niewiele pomagały kuracje lecznicze w Krynicy i we Włoszech. Jeszcze na krótko ksiądz Stanisław objął stanowisko Kapelana Kurii Polowej 1937. W tym samym roku w grudniu znalazł się w szpitalu psychiatrycznym. 31 stycznia 1938 został przeniesiony w stan spoczynku.
Po zakończeniu II wojny światowej powrócił do Boguchwały, gdzie żył w biedzie i zmarł w wyniku pożaru w nocy z 3 na 4 kwietnia 1956. Został pochowany na cmentarzu w Boguchwale w grobowcu miejscowego proboszcza ks. kan. Władysława Purzyckiego.

## Upamiętnienie
Uchwałą nr XLV.568.2017 z dnia 31 sierpnia 2017 Rada Miejska w Boguchwale ustanowiła ulicę ks. Stanisława Żytkiewicza. 11 listopada 2021 przy ulicy Przemysłowej w Boguchwale odsłonięto popiersie ks. Stanisława Żytkiewicza.   

## Ordery i odznaczenia
- Krzyż Srebrny Orderu Wojskowego Virtuti Militari nr 7068 – 17 maja 1922[10]
- Krzyż Niepodległości – 13 kwietnia 1931[11]
- Krzyż Walecznych po raz pierwszy w 1921, nr 11961[12]
- Złoty Krzyż Zasługi –  6 marca 1934[13]
- Medal Pamiątkowy za Wojnę 1918–1921
- Medal Dziesięciolecia Odzyskanej Niepodległości
- Odznaka „Za wierną służbę” (1916)
- Krzyż Legionowy
- Krzyż Zasługi Wojskowej (Austro-Węgry, 1915)
- Krzyż Kawalerski Orderu Franciszka Józefa (Austro-Węgry, 1915)[14]